# Baytown (Teksas)
Bay je grad u američkoj saveznoj državi Teksas. Prema popisu stanovništva iz 2010. u njemu je živjelo 71.802 stanovnika.